# El águila y el halcón
El águila y el halcón es una película de guerra americana aérea Pre-Código dirigida por Stuart Walker y basada en una historia original de John Monk Saunders. La película está protagonizada por Fredric March y Cary Grant, que durante la Primera Guerra Mundial son pilotos que luchan en Real Fuerza Aérea (R.A.F) británica. El reparto de secundarios incluye a Carole Lombard y Jack Oakie.

## Sinopsis
Durante la Primera Guerra Mundial, los pilotos estadounidenses Teniente (Tte.) Jerry Young (Fredric March) y Tte. Mike "Babosa" Richards (Jack Oakie) son asignados a misiones peligrosas de reconocimiento más allá de las líneas del enemigo. Durante los furiosos combates aéreos que se producen, Jerry va perdiendo a sus artilleros/observadores aéreos, uno tras otro, hasta que solo Henry Crocker (Cary Grant) está disponible para volar con él. Los dos hombres anteriormente se habían conocido y peleado.  La aversión de Jerry a Crocker crece después de que éste disparase a un paracaidista alemán que saltaba fuera de su globo de observación. Ellos, con el tiempo, acaban convirtiéndose en buenos amigos, pero Henry se da cuenta de que la guerra está cobrando un fuerte peaje a Jerry.
Después de un ataque del enemigo a la base, el oficial al mando, Coronel (Major en inglés) Dunham (Guy Standing) observa lo que le está sucediendo a sus mejores pilotos, y después que Crocker le cuenta que Jerry se está derrumbando concede un permiso a Jerry para ir a Londres. Jerry conoce a una joven (Carole Lombard), y tiene una breve aventura, antes de ser devuelto al frente. Con Jerry fuera, Henry efectúa una misión con Mike de piloto que acaba con la muerte de éste. Jerry culpa a Crocker y pide un compañero diferente. En su primera misión, mientras Jerry efectua un rizo durante un combate con Voss (Robert Seiter), un as aéreo alemán famoso, su nuevo compañero, el novato Tte. John Stevens (Kenneth Howell) cae fuera del avión. No tiene paracaídas y se precipita a tierra. Jerry derriba a Voss, pero al aterrizar para ver a su enemigo, ve que el fallecido Voss es un hombre muy joven. Estas dos circunstancias son la última gota para Jerry, que se suicida con su pistola tras irse de la fiesta que le dan sus compañeros. Crocker encuentra a Jerry muerto en su habitación, y esconde el hecho al Coronel.
Para preservar la reputación de su amigo, Crocker carga el cuerpo de Jerry en una aeronave por la mañana temprano y vuela detrás de las líneas, donde escenifica un accidente. La película acaba mostrando el epitafio heroico de Jerry.

## Reparto
- Fredric March: Teniente (Tte.) Jerry H. Young
- Cary Grant : Tte. Henry Crocker
- Carole Lombard: La Bella Dama
- Jack Oakie: Tte. Mike "Slug" Richards
- Guy Standing: Comandante (o Coronel) Dunham.[nota 1]
- Forrester Harvey: Hogan
- Kenneth Howell: Tte. John Stevens
- Leyland Hodgson: Tte. Kingsford
- Virginia Hammond: Lady Erskine
- Douglas Scott:Tommy Erskine
- Robert Seiter: Arnold Voss (acreditado como Robert Manning).[nota 2]
- Adrienne D'Ambricourt: Fifí, alias Fanny

## Producción
A pesar de que hay un número pequeño de escenas aéreas se contrató para ello al notable cineasta aéreo Elmer Dyer, aunque muchas de las secuencias eran restos de otras dos producciones de la Paramount, Alas (1927) y Young Eagles (1930), así como de la Warner Brothers, La patrulla del amanecer (1930). El ayudante de dirección Mitchell Leisen, que era piloto, dirigió la mayoría de las tomas aéreas, y a pesar de no estar acreditado, fue el auténtico responsable del aspecto final de la película.
Las aeronaves reunidas para la película incluyen cinco Thomas-Morse S-4 Scout, cuatro Nieuport 28s, dos de Havilland DH-4s, un Curtiss JN-4 y tipos clasificados como Post-Primera Guerra Mundial usados como "decorado". Los aviones fueron todos arrendados a los Servicios de Vuelo Garland Lincoln, una compañía de equipamiento de aviación para producciones de cine.

## Recepción
El águila y el halcón fue bien recibida y la crítica fue extremadamente positiva, caracterizando la película como "... Una de las obras sobre la Primera Guerra mundial mejores producidas durante los años 30."  El crítico Mordaunt Hall del The New York Times, describió la película como "...Una vívida e impresionante historia sobre el efecto de las batallas en las nubes en un as americano. Está, afortunadamente, desprovisto de las ideas estereotipadas qué han debilitado la mayoría de tales narrativas. Aquí es un drama contado con un sentido de realismo digno de elogio, y el papel principal está retratado muy eficientement por Fredric March."